# Konwencja rzeki Sand
Konwencja rzeki Sand – traktat z 17 stycznia 1852 roku, w którym Wielka Brytania formalnie uznała niepodległość terytorium burskiego leżącego za rzeką Vaal (Transwal), w zamian tamtejsi Burowie zobowiązali się nie ingerować w sprawy brytyjskiego Zwierzchnictwa Rzeki Oranje.
Traktat podpisano w namiocie nad brzegiem rzeki Sand. Podpisali go Andries Pretorius (ze strony burskiej) oraz William Hogge i Mostyn Owen (ze strony brytyjskiej).